# Helmut Berger, meine Mutter und ich
Helmut Berger, meine Mutter und ich ist das Regiedebüt von Valesca Peters, die bisher vorwiegend als Filmeditorin gearbeitet hatte. Kinopremiere des Films war am 7. März 2019. Im Zentrum der Handlung steht der gealterte Schauspieler Helmut Berger. „‚Ich wollte ihm seine Würde zurückgeben‘, erläuterte Peters ihren Regieansatz.“

## Handlung
Begonnen hatte alles mit einer spontanen Google-Recherche: Was macht eigentlich der Schauspieler Helmut Berger heute? Bettina Vorndamme, die Mutter der Regisseurin Valesca Peters, surfte eines Nachts im Internet, nachdem sie von ihrem Partner getrennt worden war. Sie war schockiert über das, was sie über den einst „schönsten Mann“ der 1960er und 1970er Jahre las. Helmut Berger sei suchtkrank, Helmut Berger sei pleite, Helmut Berger sei abgestürzt, erfuhr sie. Wieder mal – und scheinbar noch heftiger als früher. „Diesem Mann muss doch irgendwie geholfen werden“, dachte sich Bettina Vorndamme. Und dann rief sie den längst in Vergessenheit geratenen Leinwandstar einfach in seinem Salzburger Domizil an: Dort haust die frühere Visconti-Muse unter beengten, primitiven Verhältnissen, weitgehend isoliert und vor allem ohne Arbeit. Nach dem Treffen in Paris besuchen Mutter und Tochter ihn in Salzburg. So beginnt Bettina Vorndamme schließlich ihre Suche nach Helmut Berger in Salzburgs Schneelandschaft. 
Kurz danach lädt Bettina Vorndamme ihn zu sich auf ihren Bauernhof in Nordsehl auf dem niedersächsischen Land ein. Dort wird er fast ein halbes Jahr verbringen, bevor er für die Proben zu Albert Serras Theaterinszenierung Liberté nach Berlin zieht.
Denn ohne großartige Vorausplanung und im Grunde in einer Art persönlicher Rettungsmission lotst die wenig filmaffine Controllerin Bettina Vorndamme Helmut Berger zu sich nach Hause. Es dauert nicht lange, und der kapriziöse Schauspieler sitzt tatsächlich auf dem Sofa der Mutter in einem niedersächsischen Dorf und bleibt dort mehrere Monate. Die Landluft tut ihm gut – und während Helmut Berger vor der Kamera sein Leben ausbreitet, verwischen die Grenzen zwischen Filmteam, Weltstar und Familie. Um wieder in Tritt zu kommen, versucht es Berger dann sowohl mit Hypnose wie mit Psychotherapie, aber auch mit radikalem Alkohol- und Tablettenentzug.

## Produktion
Der von der Nordmedia geförderte Film entstand als Koproduktion der Fernsehsender ZDF, 3sat und ORF.

## Rezeption
Simon Hauck schrieb in Kino-Zeit, man spüre „in dieser gleichfalls charmanten wie hintersinnigen Dokumentarfilmstudie über die Größe und das Leiden des Helmut B. einen durchwegs aufrichtig-ehrlichen Zugang der Filmemacherin zu ihrem Objekt der Begierde: in starkem Kontrast etwa zu Andreas Horvaths Venedig-Skandalon.“ Dabei blende Peters die offensichtlichen Schattenseiten Bergers keinesfalls aus: „Valesca Peters begegnet ihm in Helmut Berger, meine Mutter und ich mit greifbarer Neugierde, reichlich Wortwitz und einer Prise Chuzpe, was ihren Dokumentarfilm insgesamt auch einem breiteren Publikum zugänglich macht, das den Namen Helmut Berger möglichweise [sic] gar nicht mehr kennt. Wenngleich er inhaltlich nicht mit großen Sensationen aufwarten kann und relativ abrupt endet, so bleibt er doch deutlich mehr als nur der Versuch, einen gefallenen Leinwandengel filmisch zu rehabilitieren.“
EPD schrieb: „Der Titel von Valesca Peters' Regiedebüt deutet es schon an. Die junge Regisseurin geht einen ganz anderen Weg als etwa Andreas Horvath mit seiner 2015 in Venedig uraufgeführten Dokumentation Helmut Berger, Actor. All die Skandale, die der von Luchino Visconti entdeckte Filmstar provoziert hat, haben zwar den Anstoß zu Peters' Film gegeben, spielen darüber hinaus aber keine Rolle in ihm. [...] Wie leicht könnte der Moment, in dem er auf einem in Vorndammes Garten stehenden Hometrainer sitzt und starr in die Ferne schaut, lächerlich wirken. Doch Berger strahlt in dieser Einstellung eine Ruhe und Würde aus, die einen seinen kurzen Auftritt im Dschungelcamp ebenso wie all die Boulevard-Schlagzeilen vergessen lässt.“ Peters sei es tatsächlich gelungen, einen Blick hinter die Maske zu werfen, die Berger der Öffentlichkeit sonst präsentiert. „Der Blick nach vorne, in die Zukunft, verrät einen Mann, der sich nie aus der Umklammerung der Vergangenheit befreien konnte. Ob es ihm nun mit fast 75 Jahren gelingen wird, darauf gibt auch Peters keine Antwort.“
Vorbehalte äußerte der Autor des Filmdienst in seiner Besprechung: „Die Mutter der Filmemacherin Valesca Peters will dem in die Untiefen des Boulevards abgestürzten Schauspieler Helmut Berger zu einer ordentlichen Beschäftigung verhelfen. Ihre fixe Idee wird zum Ausgangspunkt eines dokumentarischen Porträts, das zwischen Beziehungsgeschichte und Sozialprogramm changiert. Trotz stilisierender Mittel wie inszenierter Szenen und von Berger gesprochener Off-Texte wird der Film von dem etwas aufdringlichen Vorhaben getragen, den „wahren“ Menschen hinter der Kunstfigur Berger ausfindig zu machen.“